# Cellino San Marco
Cellino San Marco este o comună din provincia Brindisi din regiunea Apulia din sud-estul Italiei. Principalele activități economice ale comunei sunt turismul și viticultura.

## Demografie
Cellino San Marco - evoluția demografică

|  | Graficele sunt indisponibile din cauza unor probleme tehnice. Mai multe informații se găsesc la Phabricator și la wiki-ul MediaWiki. |

Date: Recensăminte sau birourile de statistică - grafică realizată de Wikipedia

## Personalități născute aici
- Al Bano (n. 1943), cântăreț.